# Międzynarodowy Port Lotniczy Królowej Beatrycze
Międzynarodowy Port Lotniczy Królowej Beatrycze (nld. Internationale luchthaven Koningin Beatrix, pap. Aeropuerto Internacional Reina Beatrix) – jedyny port lotniczy Aruby, zlokalizowany w stolicy – Oranjestad.

## Linie lotnicze i połączenia
| Linia Lotnicza                 | Kierunek |
| ------------------------------ | --- |
| Air Canada Rouge               | Sezonowo: 1. Toronto-Pearson                                                                                |
| Air Century                    | 1. Punta Cana 2. Santo Domingo-La Isabela                                                                   |
| American Airlines              | 1. Charlotte 2. Dallas-Fort Worth 3. Miami 4. Nowy Jork-LaGuardia 5. Filadelfia Sezonowo: 1. Chicago-O’Hare |
| Arajet                         | 1. Santo Domingo-Las Américas                                                                               |
| Avianca                        | 1. Bogota Sezonowo: 1. Medellín-JMC                                                                         |
| British Airways                | 1. Antigua 2. Londyn-Gatwick                                                                                |
| Copa Airlines                  | 1. Panama                                                                                                   |
| Delta Air Lines                | 1. Atlanta 2. Nowy Jork-JFK Sezonowo: 1. Boston 2. Minneapolis-St. Paul (wznowione 20 grudnia 2024)         |
| Divi Divi Air                  | 1. / Curaçao Czartery: 1. / Bonaire                                                                         |
| EZAir                          | 1. / Bonaire 2. / Curaçao                                                                                   |
| Gol Linhas Aéreas Inteligentes | 1. São Paulo (wznowione 18 grudnia 2024)                                                                    |
| JetBlue                        | 1. Boston 2. Nowy Jork-JFK Sezonowo: 1. Newark                                                              |
| KLM                            | 1. Amsterdam                                                                                                |
| LATAM Airlines Perú            | 1. Lima |
| Sky High                       | 1. Santo Domingo-Las Américas                                                                               |
| Southwest Airlines             | 1. Baltimore 2. Orlando                                                                                     |
| Spirit Airlines                | 1. Fort Lauderdale                                                                                          |
| Sun Country Airlines           | Sezonowo: 1. Minneapolis-St. Paul                                                                           |
| Sunclass Airlines              | Sezonowe czartery: 1. Sztokholm-Arlanda                                                                     |
| Sunwing Airlines               | 1. Toronto-Pearson                                                                                          |
| Surinam Airways                | 1. Paramaribo                                                                                               |
| TUI fly Netherlands            | 1. Amsterdam                                                                                                |
| United Airlines                | 1. Chicago-O’Hare 2. Houston–Intercontinental 3. Newark 4. Waszyngton-Dulles                                |
| WestJet                        | 1. Toronto-Pearson                                                                                          |
| Winair                         | 1. / Curaçao 2. / Sint Maarten                                                                              |
| Wingo                          | 1. Bogota 2. Cali 3. Medellín                                                                               |